# 덕이중학교

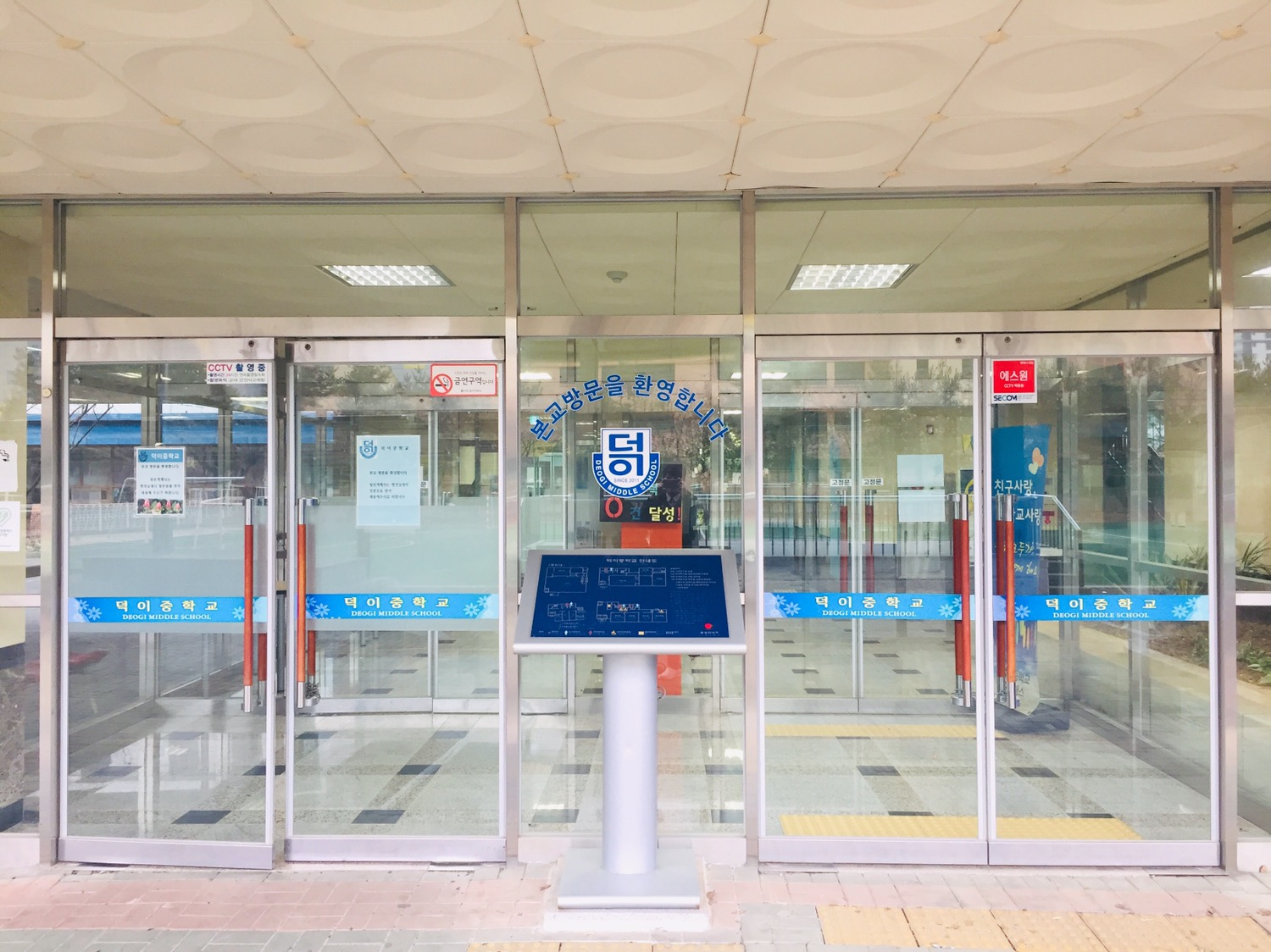
덕이중학교 본관 출입문

덕이중학교(德耳中學校)는 대한민국 경기도 고양시 일산서구 덕동에 있는 공립 중학교이다.

## 학교 연혁
- 2009년 2월 5일 : 덕이중학교 설립인가(24학급)
- 2011년 3월 1일 : 초대 김송미 교장 취임
- 2011년 3월 1일 : 1학년 47명, 2학년 6명, 3학년 7명 총 60명 입학
- 2019년 9월 1일 : 제4대 권오풍 교장 취임
- 2021년 1월 12일 : 제10회 졸업생(237명) 총(1,829명)
- 2021년 3월 2일 : 34학급 편성(신입생 355명)

## 참고 자료
- 덕이중학교 - 한국교육학술정보원 학교알리미